# ルリメタイハクオウム
ルリメタイハクオウム(Blue-eyed Cockatoo)は、オウム科の鳥である。体色は主に白色で、とさかは可動、黒いくちばしで、目の周りには羽毛がなく薄青色の縁があり、種名の由来となっている。
全てのオウムや多くのインコと同様に、ルリメタイハクオウムも、1本の足で木に留まりながら、もう1本の足の指を用いて物を掴んで口に運ぶことができる。

## 概要

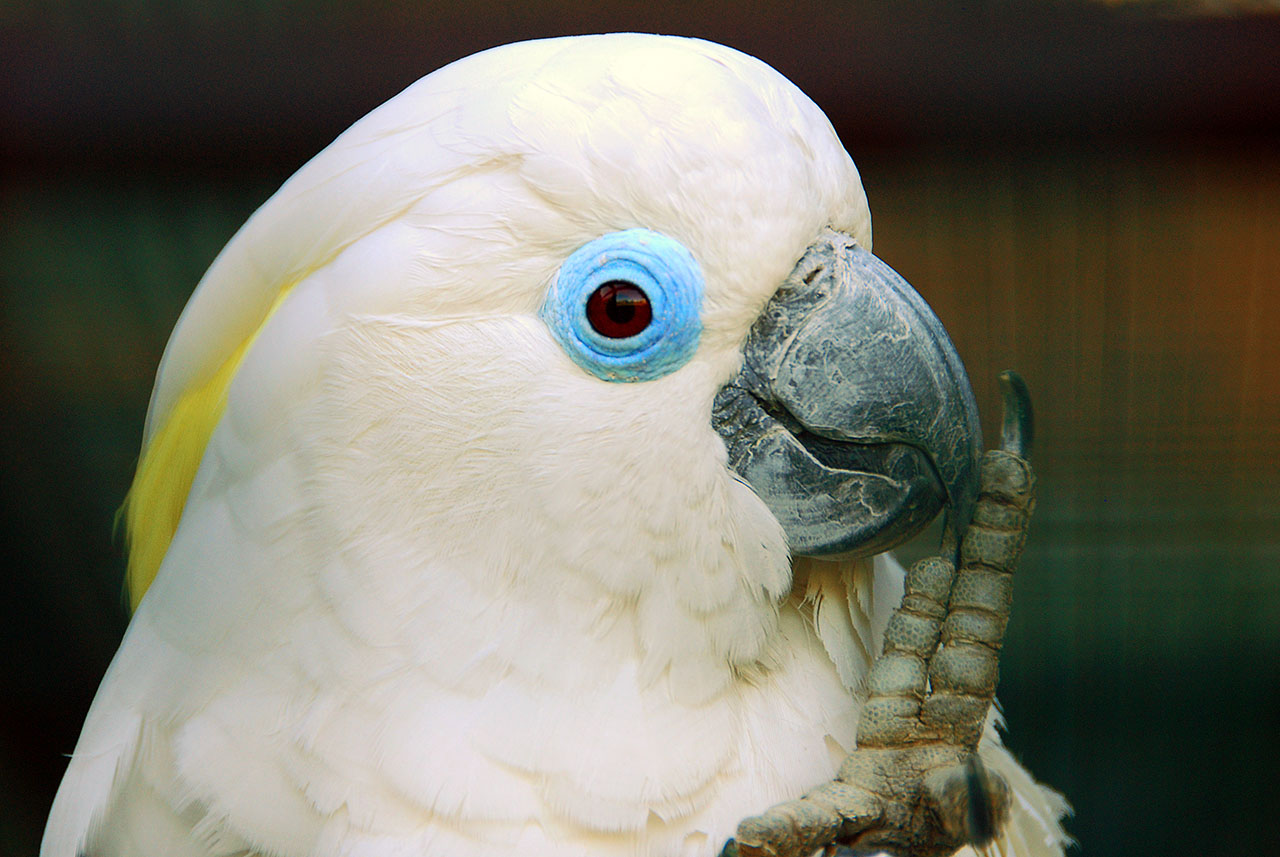
ドイツのWalsrode Bird Parkで飼育されているルリメタイハクオウム

ルリメタイハクオウムは体長約50cmと大きい。体色は白色で、黄色や白色のとさかが立っている。くちばしは黒、脚は灰色、目の周りは薄青色である。
両性ともよく似ているが、濃茶色の虹彩を持つオスや赤茶色の虹彩を持つメスもいる。しかしこの差異は小さく、雌雄を区別する信頼性のある根拠にはならない。コバタンやキバタンと混同されやすいが、とさかがより丸くて前部がより白いのと、目の周りが薄青色であるのが特徴である。

## 生息地と保全状態
ルリメタイハクオウムは、パプアニューギニアのニューブリテン島とソロモン諸島の低地や丘の森に住む固有種であり、ビスマルク諸島では唯一のオウムである。
以前は、国際自然保護連合によって「軽度懸念(Least Concern)」とされてきたが、近年は個体数が減少し、2008年に「絶滅危惧II類(Vulnerable)」に改められた。